# أورورا كايوغا مقاطعة (نيويورك)
أورورا كايوغا مقاطعة (بالإنجليزية: Aurora village, New York) هي قرية تقع بولاية نيويورك في الولايات المتحدة. تبلغ مساحتها 2.38 كم2، وترتفع عن سطح البحر 125.2728 م، بلغ عدد سكانها 724 نسمة في عام 2010 حسب إحصاء مكتب تعداد الولايات المتحدة وتصل الكثافة السكانية فيها 304.2 نسمة لكل كيلومتر مربع (787.9/ميل2).

## التركيبة السكانية
حدّد مكتب تعداد الولايات المتحدة بيانات التركيبة السكانية لأورورا كايوغا مقاطعة في تعداد الولايات المتحدة. في ما يلي، التركيبة السكانية حسب تعدادي 2000 و2010.

### تعداد عام 2000
بلغ عدد سكان أورورا كايوغا مقاطعة 720 نسمة بحسب تعداد عام 2000، وبلغ عدد الأسر 181 أسرة وعدد العائلات 106 عائلة مقيمة في القرية. في حين سجلت الكثافة السكانية 302.5 نسمة لكل كيلومتر مربع (783.5/ميل2). وبلغ عدد الوحدات السكنية 225 وحدة بمتوسط كثافة قدره 94.5 لكل كيلومتر مربع (244.8/ميل2).
وتوزع التركيب العرقي للقرية بنسبة 91.53% من البيض و1.81% من الأمريكيين الأفارقة و0.28% من الأمريكيين الأصليين و3.06% من الأمريكيين ذوي الأصول الآسيوية و1.39% من الأعراق الأخرى و1.94% من عرقين مختلطين أو أكثر و1.94% من الهسبانيون أو اللاتينيون من أي عرق.
بلغ عدد الأسر 181 أسرة كانت نسبة 29.8% منها لديها أطفال تحت سن الثامنة عشر تعيش معهم، وبلغت نسبة الأزواج القاطنين مع بعضهم البعض 50.3% من أصل المجموع الكلي للأسر، ونسبة 7.2% من الأسر كان لديها معيلات من الإناث دون وجود شريك، بينما كانت نسبة 1.1% من الأسر لديها معيلون من الذكور دون وجود شريكة وكانت نسبة 41.4% من غير العائلات. تألفت نسبة 34.8% من أصل جميع الأسر من عدة أفراد يعيشون في نفس المنزل ونسبة 18.2% كانت تتألف من شخص يعيش بمفرده يبلغ من العمر 65 عاماً أو أكثر. وبلغ متوسط حجم الأسرة المعيشية 2.33، أما متوسط حجم العائلات فبلغ 3.10.
بلغ العمر الوسطي للسكان 21.6 عاماً. وكانت نسبة 13.2% من القاطنين تحت سن الثامنة عشر، وكانت نسبة 5.1% بين الثامنة عشر والرابعة والعشرين عاماً، ونسبة 14.2% كانت واقعةً في الفئة العمرية ما بين الخامسة والعشرين والرابعة والأربعين عاماً، ونسبة 15.1% كانت ما بين الخامسة والأربعين والرابعة والستين، ونسبة 11% كانت ضمن فئة الخامسة والستين عاماً فما فوق. يوجد لكل 100 أنثى 85.1 ذكر، ويوجد لكل 100 أنثى في الثامنة عشر من عمرها فما فوق 79.7 ذكر.
بلغ متوسط دخل الأسرة في القرية 57,222 دولارًا، أما متوسط دخل العائلة فبلغ 64,583 دولارًا. وكان متوسط دخل الذكور 31,667 دولارًا مقابل 32,250 دولارًا للإناث. وسجل دخل الفرد الخاص بالقرية 17,526 دولارًا. وكانت نسبة 1.8% من العائلات ونسبة 4.8% من السكان تحت خط الفقر، وكان من هؤلاء نسبة 4.5% تحت سن الثامنة عشر ونسبة 5.4% في الخامسة والستين من العمر وما فوق.

### تعداد عام 2010
بلغ عدد سكان أورورا كايوغا مقاطعة 724 نسمة بحسب تعداد عام 2010، وبلغ عدد الأسر 154 أسرة وعدد العائلات 78 عائلة مقيمة في القرية. في حين سجلت الكثافة السكانية 304.2 نسمة لكل كيلومتر مربع (787.9/ميل2). وبلغ عدد الوحدات السكنية 211 وحدة بمتوسط كثافة قدره 88.7 لكل كيلومتر مربع (229.7/ميل2).
وتوزع التركيب العرقي للقرية بنسبة 91.02% من البيض و3.31% من الأمريكيين الأفارقة و0.14% من الأمريكيين الأصليين و1.80% من الأمريكيين ذوي الأصول الآسيوية و1.24% من الأعراق الأخرى و2.49% من عرقين مختلطين أو أكثر و5.66% من الهسبانيون أو اللاتينيون من أي عرق.
بلغ عدد الأسر 154 أسرة كانت نسبة 16.9% منها لديها أطفال تحت سن الثامنة عشر تعيش معهم، وبلغت نسبة الأزواج القاطنين مع بعضهم البعض 45.5% من أصل المجموع الكلي للأسر، ونسبة 3.9% من الأسر كان لديها معيلات من الإناث دون وجود شريك، بينما كانت نسبة 1.3% من الأسر لديها معيلون من الذكور دون وجود شريكة وكانت نسبة 49.4% من غير العائلات. تألفت نسبة 38.3% من أصل جميع الأسر من عدة أفراد يعيشون في نفس المنزل ونسبة 14.9% كانت تتألف من شخص يعيش بمفرده يبلغ من العمر 65 عاماً أو أكثر. وبلغ متوسط حجم الأسرة المعيشية 2.10، أما متوسط حجم العائلات فبلغ 2.82.
بلغ العمر الوسطي للسكان 21.3 عاماً. وكانت نسبة 6.6% من القاطنين تحت سن الثامنة عشر، وكانت نسبة 58.8% بين الثامنة عشر والرابعة والعشرين عاماً، ونسبة 8.8% كانت واقعةً في الفئة العمرية ما بين الخامسة والعشرين والرابعة والأربعين عاماً، ونسبة 15.2% كانت ما بين الخامسة والأربعين والرابعة والستين، ونسبة 10.5% كانت ضمن فئة الخامسة والستين عاماً فما فوق. وتوزع التركيب الجنسي للسكان بنسبة 37.7% ذكور و62.3% إناث.

## وصلات خارجية
- الموقع الرسمي